# Taylor Watson Seupel
Taylor Watson Seupel ist ein US-amerikanischer Schauspieler, Filmproduzent und Filmregisseur.

## Leben
2017 machte Seupel seinen Bachelor of Arts in Theaterkunst an der SUNY New Paltz. Mitte der 2010er Jahre sammelte er erste filmschauspielerische Erfahrungen in der Fernsehdokuserie The Crime Chronicles. 2018 war er als Nebendarsteller in den Filmen A Bread Factory: Part Two und Pretenders sowie in einer Rollenbesetzung im Kurzfilm Star People zu sehen. 2019 spielte er die Rolle des Davy im Horrorfilm Clown – Willkommen im Kabinett des Schreckens, der das erste Opfer des Killer-Clowns wurde. Im selben Jahr wirkte er zudem im Kurzfilm The Cube mit. 2020 in Brace for Impact und 2021 in 1 Screw 1 Minute folgten weitere Besetzungen in Kurzfilmen. 2021 spielte er außerdem die Rolle des Jamesie in Hallucinations.
Seupel spielte in mehreren Theaterstücken mit. In It's a Wonderful Life stellte er die Hauptrolle des George Bailey dar. In Hansel & Gretel war er als die männliche, titelgebende Hauptrolle des Hansel zu sehen. Seit 2020 wirkte er als assistierender Filmproduzent an mehreren Spielfilmen mit. Zurzeit arbeitet er am Kurzfilm Suicide Eyes, in diesem er für die Regie und Produktion verantwortlich ist und die Hauptrolle übernimmt.

## Filmografie (Auswahl)

### Schauspiel
- 2014–2016: The Crime Chronicles (A Crime to Remember, Fernsehdokuserie, 2 Episoden, verschiedene Rollen)
- 2018: A Bread Factory: Part Two
- 2018: Pretenders
- 2018: Star People (Kurzfilm)
- 2019: Clown – Willkommen im Kabinett des Schreckens (Clown)
- 2019: The Cube (Kurzfilm)
- 2020: Brace for Impact (Kurzfilm)
- 2021: 1 Screw 1 Minute (Kurzfilm)
- 2021: Hallucinations

### Produktion
- 2020: What We Found
- 2020: Antarctica
- 2021: Trees of Peace
- 2021: Blood Pageant
- 2021: Death Rider in the House of Vampires

## Theater (Auswahl)
- Heartbeat Ophelia, Regie: Elizabeth Troxell
- Shakespeare's Henry V, Regie: Joseph Eriole
- The Importance of Being Earnest, Regie: Cindy Kubik
- Dark Of The Moon, Regie: Andy Weintraub
- Romeo and Juliet, Regie: David Cross
- Rebel Without a Cause, Regie: Joseph Reeder
- It's a Wonderful Life, Regie: Joseph Reeder
- The Lion in Winter, Regie: Michael Juzwak
- The Glass Menagerie, Regie: Sophia Skiles
- Twelve Angry Men, Regie: Lina Kurby
- A Shadow of a Gunman, Regie: Jack Wade
- Lord Byron's Heaven and Earth, Regie: Michael Seebold
- Spine, Regie: Bill C. Davis
- Club, Regie: Mark Burns & Nancy Saklad
- Islands Held, Regie: Randy Holden
- Let's Dig Up Dad, Regie: Cody Buser, NY Theater Fest
- For A Life, Regie: Cody Buser
- American Moments, Regie: Frank Marquette
- Hansel & Gretel, Regie: Jennifer Reid